# Charreada

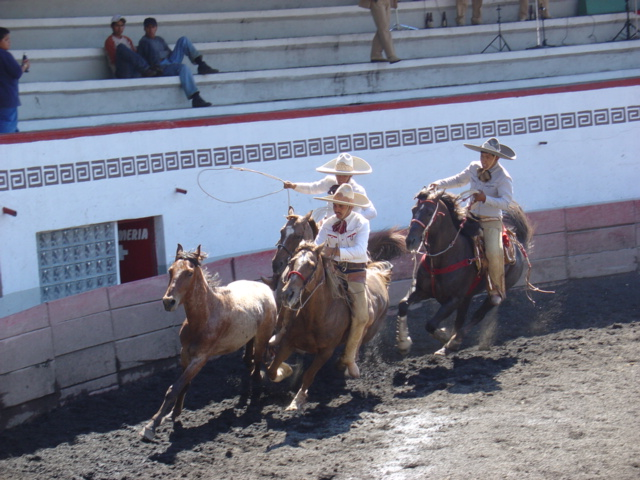

Charreada (em espanhol: Charrería) é um tipo de rodeio originado e desenvolvido no México. Os eventos modernos foram desenvolvidos após a Revolução Mexicana. A charreada é composto por nove eventos para homens e um para mulheres.